# مطرانية حمص السريانية الكاثوليكية
مطرانية حمص و حماة و النبك السريانية الكاثوليكية هي أبرشية تابعة للكنيسة السريانية الكاثوليكية تأسست في 1678 مركزها في حمص، سوريا. كاتدرائيتها هي كاتدرائية الروح القدس في حي الحميدية بمدينة حمص.

## التاريخ
تأسست مطرانية حمص السريانية الكاثوليكية عام 1678 إبان حبرية البابا إينوسنت الحادي عشر باسم مطرانية حمص، و هي الأبرشية الفينيقية الثالثة من ناحية الأهمية. و شملت حمص و حماة و يبرود و النبك و القريتين و صدد و زيدل و حفر و مسكنة و الجابرية و أبو دالي و تومين و فيروزة و قضاء بعلبك. و حوالي عام 1800 أضيفت مدينتا حماة و النبك إلى اسم المطرانية. تشمل المطرانية 15 أبرشية، و كرسي المطرانية في كاتدرائية الروح القدس بحمص. تشرف المطرانية على ديرين هما دير مار يوليان الشيخ الناسك في القريتين، و دير مار موسى الحبشي قرب النبك.

## الكاتدرائية
تأسست الكاتدرائية في عام 1912. قام رئيس الأساقفة ثيوفيلوس جورج كساب بترميم الكاتدرائية و جعل منها تحفة فنية. و لكنها تعرضت لدمار شديد جراء الحرب الأهلية السورية المندلعة في 2011. و تم إخراج المسلحين منها في عام 2014.

## قائمة مطارنة حمص و حماة و النبك
لا توجد معلومات أكيدة عن أساقفة و مطارنة حمص قبل عام 1670، حيث تشير المصادر التاريخية إلى وجود أساقفة في القرن الثالث الميلادي ثم ينقطع التسلسل و يظهر في عام 630 الأسقف باسيليوس و ثلاثة آخرون ثم ينقطع التسلسل في عام 755 و يظهر مرة أخرى في 793 و ينقطع حوالي 1194. و فيما يلي قائمة بأسماء رؤساء الأساقفة منذ عام 1670 م:
1. قورلس بشارة دبك (1670 - 1685)
2. قورلس جرجس فتال (1743 - 1762)
3. إقليميس (1762 - 1778)
4. إبراهيم نعلبند (1782 - 1809)
5. أثناسيوس جبرائيل حمصي (1816 - 1834)
6. غريغوريوس متى نقّار (1834 - 1868)
7. غريغوريوس عبد المسيح (1836 - 1841)
8. غريغوريوس إلياس شهوان (1836 - 1836)
9. غريغوريوس شاهين (1872 - 1885)
10. غريغوريوس عبد الله سطّوف (1896 - 1906)
11. يوليوس بطرس سهدد (1907 - 1909)
12. استيطانيوس موسى سركيس (1912 - 1918)
13. تئوفيلس يوسف جرجي (1922 - 1927)
14. تئوفيلس يوسف ربّاني (1927 - 1970)
15. أيونيس يوسف أبيض (1971 - 1982)
16. تئوفيلس يوحنا ضاحي (1984 - 1992)
17. باسيليوس موسى داوود (1995 - 1998)
18. ثيوفيلوس جورج كساب (2000 - 2013)
19. ثيوفيلوس فيليب بركات (2016 - 2020)
20. يوليان يعقوب مراد (2023 - حتى الان)